# Juan José Mora (khu tự quản)
Juan José Mora là một khu tự quản thuộc bang Carabobo, Venezuela. Thủ phủ của khu tự quản Juan José Mora đóng tại Morón. Khự tự quản Juan José Mora có diện tích 453 km2, dân số theo điều tra dân số ngày 21 tháng 10 năm 2001 là 56458 người.